# Saint-Étienne-sous-Barbuise
Pour les articles homonymes, voir Saint-Étienne (homonymie).
Saint-Étienne-sous-Barbuise est une commune française située dans le département de l'Aube, en région Grand Est.

## Géographie
Le cadastre de 1827 cite au territoire : Belle-Idée, Châtelet et Plaisance. Territoire qui est aussi traversé par la Barbuise, les D 677 et D 8.

### Communes limitrophes
| Nozay                 | Arcis-sur-Aube              |                |
|                       | Saint-Étienne-sous-Barbuise | Torcy-le-Grand |
| Les Grandes-Chapelles | Saint-Remy-sous-Barbuise    |                |

### Hydrographie
La commune est dans la région hydrographique « la Seine de sa source au confluent de l'Oise (exclu) » au sein du bassin Seine-Normandie. Elle est drainée par la Barbuise,.
La Barbuise, d'une longueur de 36 km, prend sa source dans la commune de Luyères et se jette  dans l'Aube à Charny-le-Bachot, après avoir traversé douze communes. 

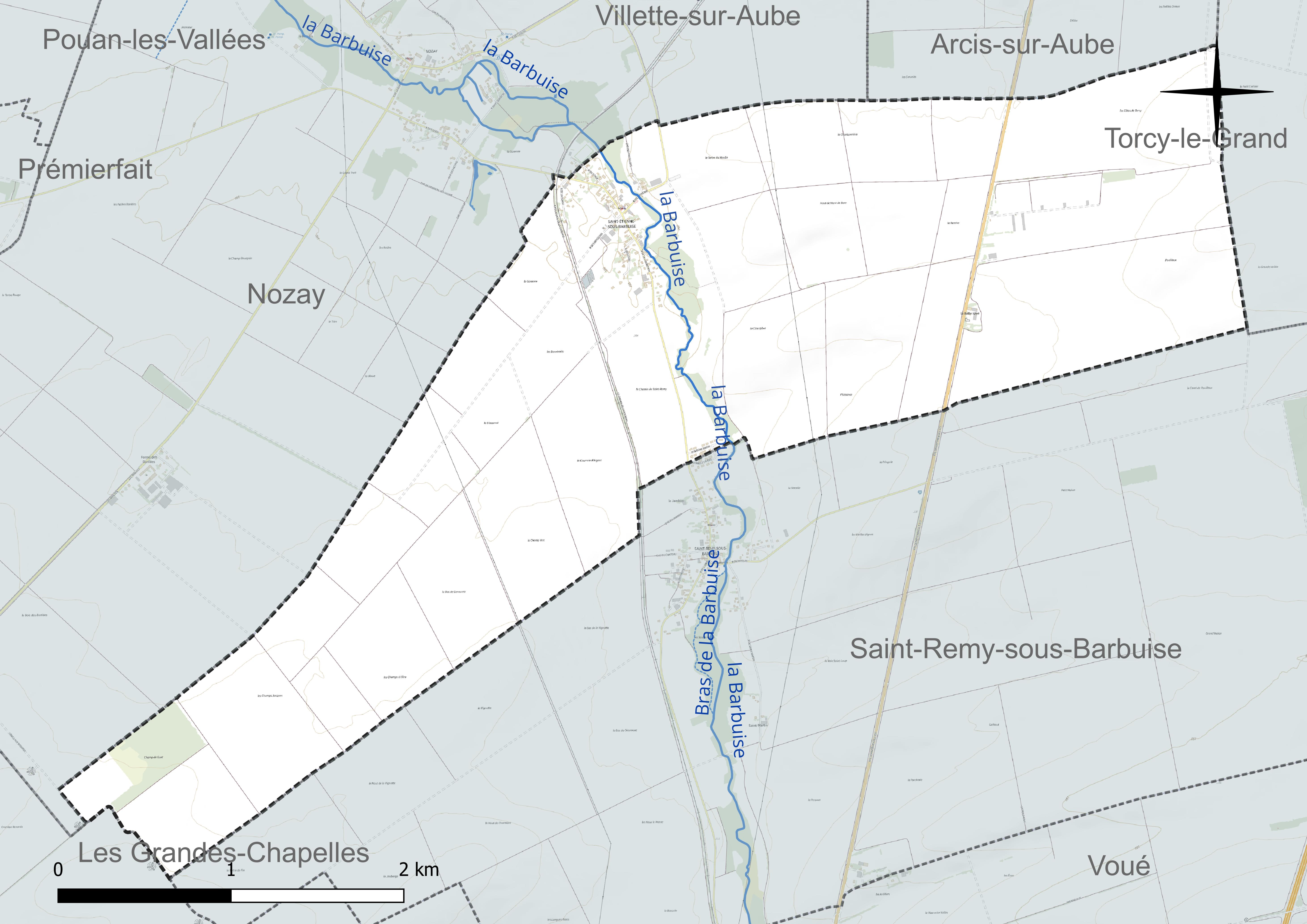
Réseau hydrographique de Saint-Étienne-sous-Barbuise.

### Climat
Pour des articles plus généraux, voir Climat du Grand Est et Climat de l'Aube.
En 2010, le climat de la commune est de type climat océanique dégradé des plaines du Centre et du Nord, selon une étude du Centre national de la recherche scientifique s'appuyant sur une série de données couvrant la période 1971-2000. En 2020, Météo-France publie une typologie des climats de la France métropolitaine dans laquelle la commune est exposée à un climat océanique altéré et est dans la région climatique  Nord-est du bassin Parisien, caractérisée par un ensoleillement médiocre, une pluviométrie moyenne régulièrement répartie au cours de l’année et un hiver froid (3 °C). 
Pour la période 1971-2000, la température annuelle moyenne est de 10,6 °C, avec une amplitude thermique annuelle de 15,9 °C. Le cumul annuel moyen de précipitations est de 704 mm, avec 11,6 jours de précipitations en janvier et 7,6 jours en juillet. Pour la période 1991-2020, la température moyenne annuelle observée sur la station météorologique de Météo-France la plus proche, « Dosnon », sur la commune de Dosnon à 15 km à vol d'oiseau, est de 11,0 °C et le cumul annuel moyen de précipitations est de 698,3 mm. 
La température maximale relevée sur cette station est de 41,6 °C, atteinte le 25 juillet 2019 ; la température minimale est de −25,8 °C, atteinte le 14 février 1956,,. 
Les paramètres climatiques de la commune ont été estimés pour le milieu du siècle (2041-2070) selon différents scénarios d'émission de gaz à effet de serre à partir des nouvelles projections climatiques de référence DRIAS-2020. Ils sont consultables sur un site dédié publié par Météo-France en novembre 2022.

## Urbanisme

### Typologie
Au 1er janvier 2024, Saint-Étienne-sous-Barbuise est catégorisée commune rurale à habitat dispersé, selon la nouvelle grille communale de densité à 7 niveaux définie par l'Insee en 2022.
Elle est située hors unité urbaine. Par ailleurs la commune fait partie de l'aire d'attraction de Troyes, dont elle est une commune de la couronne,. Cette aire, qui regroupe 209 communes, est catégorisée dans les aires de 200 000 à moins de 700 000 habitants,.

### Occupation des sols
L'occupation des sols de la commune, telle qu'elle ressort de la base de données européenne d’occupation biophysique des sols Corine Land Cover (CLC), est marquée par l'importance des territoires agricoles (95,9 % en 2018), une proportion identique à celle de 1990 (95,9 %). La répartition détaillée en 2018 est la suivante : 
terres arables (95,5 %), forêts (2,1 %), zones urbanisées (2 %), zones agricoles hétérogènes (0,3 %). L'évolution de l’occupation des sols de la commune et de ses infrastructures peut être observée sur les différentes représentations cartographiques du territoire : la carte de Cassini (XVIIIe siècle), la carte d'état-major (1820-1866) et les cartes ou photos aériennes de l'IGN pour la période actuelle (1950 à aujourd'hui).

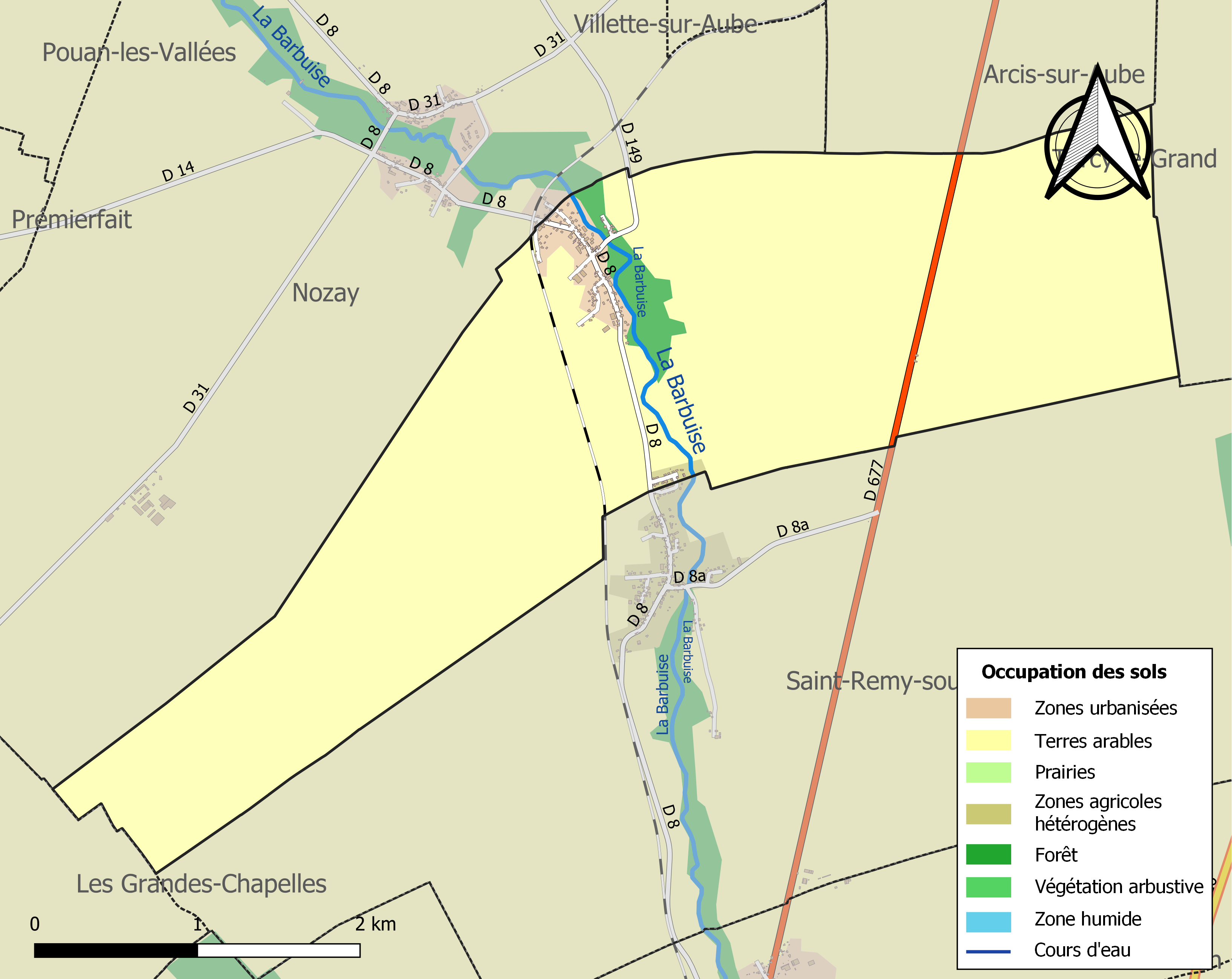
Carte des infrastructures et de l'occupation des sols de la commune en 2018 (CLC).

## Histoire
Le fief relevait d'Arcis. Les premiers seigneurs connu étaient Jean, peut-être de Colaverdey, et ses descendants du nom de Saint-Étienne : Philippe et Milon entre 1210 et 1214. Vers 1236 c'était la dame Ermanjart de Racines qui était seigneur du fief ; puis Renaud de Saint-Étienne qui tenait le fief de son épouse Jeanne en 1263 ou 64. En 1398 Oudot de saint-Sépulcre était seigneur de St-Etienne Charles Rapault des Epinets vendait Saint-Étienne et Nozay à Denis-François de Mauroy, lieutenant général des armées du ROi en 1749. Puis, en 1769, le marquis de Grillon aussi seigneur de Nozay ; Arnaud Barthélemy était seigneur de Saint-Étienne-sous-Barbuise en 1773, marquis de Briffe, baron d'Arcis, seigneur de Nozay, sa veuve Catherine Elisabeth La Verdy est recensée en 1789. 
Alors que le village comptait soixante cinq feux, ce nombre fut réduit à quatre en 1653 par suite des ravages occasionnés par la guerre. La communauté avait presque huit arpents de terre pour les pâtures.
En 1789, le village est de l'intendance et de la généralité de Châlons, de l'élection et du bailliage de Troyes, c'était le siège d'une mairie royale.
Entre 1836 et 1911, les différentes activités professionnelles sont de l'ordre du domaine rural comme : propriétaire exploitant, cultivateur, manouvrier, berger. Par ailleurs, des métiers relevant de l’artisanat sont remarquables comme : maréchal ferrant, bonnetier et fabricant de bas (suivant le fil rouge de l'activité textile de Troyes).

### Château
La famille Boyau possédait une maison seigneuriale située entre la rivière et le presbytère en 1536, la famille de Nicolas Poulet y résidait en 161.

## Politique et administration
| Période                                  | Période  | Identité      | Étiquette | Qualité |
| ---------------------------------------- | -------- | ------------- | --------- | ------- |
| mars 1977                                | 1995     | Paul Daubigny |           |         |
| mars 1995                                | 2014     | Claude Viseur |           |         |
| mars 2014                                | En cours | Céline Henry  |           |         |
| Les données manquantes sont à compléter. |          |               |           |         |

## Démographie
L'évolution du nombre d'habitants est connue à travers les recensements de la population effectués dans la commune depuis 1793. Pour les communes de moins de 10 000 habitants, une enquête de recensement portant sur toute la population est réalisée tous les cinq ans, les populations de référence des années intermédiaires étant quant à elles estimées par interpolation ou extrapolation. Pour la commune, le premier recensement exhaustif entrant dans le cadre du nouveau dispositif a été réalisé en 2008.

En 2022, la commune comptait 175 habitants, en évolution de +8,7 % par rapport à 2016 (Aube : +0,7 %, France hors Mayotte : +2,11 %).
| 1793 | 1800 | 1806 | 1821 | 1831 | 1836 | 1841 | 1846 | 1851 |
| ---- | ---- | ---- | ---- | ---- | ---- | ---- | ---- | ---- |
| 102  | 114  | 103  | 107  | 137  | 141  | 153  | 150  | 156  |

| 1856 | 1861 | 1866 | 1872 | 1876 | 1881 | 1886 | 1891 | 1896 |
| ---- | ---- | ---- | ---- | ---- | ---- | ---- | ---- | ---- |
| 147  | 171  | 172  | 157  | 165  | 150  | 151  | 155  | 145  |

| 1901 | 1906 | 1911 | 1921 | 1926 | 1931 | 1936 | 1946 | 1954 |
| ---- | ---- | ---- | ---- | ---- | ---- | ---- | ---- | ---- |
| 138  | 140  | 132  | 135  | 130  | 128  | 161  | 135  | 131  |

| 1962 | 1968 | 1975 | 1982 | 1990 | 1999 | 2006 | 2008 | 2013 |
| ---- | ---- | ---- | ---- | ---- | ---- | ---- | ---- | ---- |
| 129  | 154  | 144  | 147  | 117  | 118  | 130  | 134  | 148  |

| 2018 | 2022 | - | - | - | - | - | - | - |
| ---- | ---- | - | - | - | - | - | - | - |
| 173  | 175  | - | - | - | - | - | - | - |

## Lieux et monuments
L'église Saint-Étienne de Saint-Étienne-sous-Barbuise du doyenné d'Arcis avait une cure à la collation de l'évêque. Le bâtiment est du XIIe siècle sauf l'abside qui est du XVIe siècle, le chœur ni la nef n'ont de plafond voûté. Parmi son mobilier il est à noter des Fonts baptismaux, un monobloc hexagonal du XVIe siècle, mais surtout des verrières de la même époque :
- Scènes de la vie de la Vierge[28],
- Scènes de la passion[29],
- vie de saint Étienne[30].